# Мартино, Гаэтано
Гаэтано Мартино (итал. Gaetano Martino; 25 ноября 1900, Мессина, Сицилия — 21 июля 1967, Рим) — итальянский физиолог и политик, министр образования (1954), министр иностранных дел (1954—1957), председатель Европарламента (1962—1964).

## Биография

### Ранние годы
Родился 25 ноября 1900 года в Мессине, сын Антонио Мартино — адвоката и члена провинциального совета по спискам Республиканской партии, мэра Мессины в 1900—1904 годах, и Розарии Роберто.

### Научная карьера
В 1923 году окончил Римский университет, где изучал медицину и хирургию, до 1925 года продолжал образование в Париже, Берлине, Лондоне и Франкфурте-на-Майне. С 1926 года был ассистентом профессора Джузеппе Амантеа в Институте физиологии человека при Мессинском университете, в 1930 году получил профессуру в Национальном университете Асунсьона. Заслужив репутацию исследователя и преподавателя, основал в Парагвае Институт физиологии человека и создал школу последователей, в период Чакской войны 1932—1935 года между Парагваем и Боливией оказывал помощь раненым. Вернувшись в Италию, возглавил кафедру физиологии в Сассари, в 1934 году стал экстраординарным профессором биохимии в Мессинском университете, в 1935 году получил там же кафедру экспериментальной физиологии, в 1936 — кафедру физиологии человека. В 1941 году мобилизован в армию и проходил службу в качестве военного врача мессинского госпиталя имени королевы Маргариты до ноября 1942 года, когда получил кафедру физиологии человека в Генуэзском университете. В 1944 году назначен ректором Мессинского университета и оставался в этой должности до 1957 года, когда возглавил кафедру физиологии на медицинском факультете Римского университета, а в 1966—1967 году занимал должность его ректора.
В целом круг научных интересов Гаэтано Мартино включал биохимию, физиологию и физиопатологию питания, физиологию нервной и мускульной систем, экспериментальную рефлекторную эпилепсию и механизм условных рефлексов. Президент Итальянского общества за научный прогресс (ит.). Автор многих научных трудов, в том числе: «Элементы физиологии человека» (Elementi dî fisiologia umana, 1940) «Словарь физиологии» (Dizionario di fisiologia, 1945).

### Политическая деятельность
В 1946—1948 годах Гаэтано Мартино состоял в либеральной фракции Учредительного собрания Италии, с 1948 по 1967 год — в либеральной фракции Палаты депутатов Италии первых четырёх созывов.
С 10 февраля по 19 сентября 1954 года являлся министром общественного образования в первом правительстве Шельбы.
Министр иностранных дел Италии с 19 сентября 1954 по 6 июля 1955 года в том же первом правительстве Шельбы и затем до 19 мая 1957 года — в первом правительстве Сеньи. В этот период под контроль Италии была передана так называемая «зона А» свободной территории Триест (на основании лондонского меморандума 5 октября 1954 года), осенью 1954 года Италия вступила в Западноевропейский союз, а в декабре 1955 года — в ООН. В качестве министра иностранных дел активно содействовал европейской интеграции, проведению в 1955 году Мессинской конференции и подписанию 27 марта 1957 года Римского договора о ликвидации всех преград для свободного перемещения людей, товаров, услуг и капитала на территории ФРГ, Франции, Италии, Бельгии, Нидерландов и Люксембурга, что привело впоследствии к возникновению Европейского экономического сообщества. Возглавлял итальянские делегации на XV и XVI сессиях Генеральной ассамблеи ООН соответственно в 1960 и 1961 годах.
Будучи министром иностранных дел, Мартино также достиг договорённости с министром обороны Паоло Эмилио Тавиани об отправке в архив дел по расследованию военных преступлений германских войск на территории Италии во время оккупации 1943—1945 годов. Решение объяснялось государственными интересами: по мнению двух министров, обнародование этих материалов могло осложнить международное положение Западной Германии, которая в тот период активно участвовала в «холодной войне» против СССР на стороне Запада. Позднее скандал получил известность под названием «шкаф стыда».
В 1962—1964 годах являлся президентом Европейского парламента.
Умер в Риме 21 июля 1967 года.